# Piknik
Piknik je oblika zabave in uživanja hrane na prostem. 
Premožnejši meščani so si piknike (podatki so na voljo od okoli 1900, zlasti za čas po 1. svetovni vojni) privoščili na izletih (pogosto s kočijo ali avtom in s čolnom po reki) v bližnjo okolico. S seboj so vzeli doma pripravljeno hrano in pijačo. Na razkošnejših piknikih (npr. ob večjem lovu) so strežniki ponujali gostom izbrane jedi, vina in likerje. Mladina je prirejala manjše piknike, na katerih se je zabavala s peko krompirja, koruze ali jabolk. Predstavniki srednjih in nižjih družbenih plasti so se na piknike pripeljali s kolesom ali prišli peš. Piknik s skromnim prigrizkom so poznale delavske družine, privoščile so si ga lahko ob nedeljskih in prazničnih popoldnevih. 
Zdaj so pikniki splošno razširjeni med vsemi plastmi prebivalstva, na njih pripravljajo predvsem jedi na žaru.